# Pipri
Pipri là một thị xã và là một nagar panchayat của quận Sonbhadra thuộc bang Uttar Pradesh, Ấn Độ.

## Địa lý
Pipri có vị trí 24°11′B 83°00′Đ / 24,18°B 83°Đ Nó có độ cao trung bình là 210 mét (688 feet).

## Nhân khẩu
Theo điều tra dân số năm 2001 của Ấn Độ, Pipri có dân số 13.213 người. Phái nam chiếm 55% tổng số dân và phái nữ chiếm 45%. Pipri có tỷ lệ 72% biết đọc biết viết, cao hơn tỷ lệ trung bình toàn quốc là 59,5%: tỷ lệ cho phái nam là 80%, và tỷ lệ cho phái nữ là 63%. Tại Pipri, 15% dân số nhỏ hơn 6 tuổi.